# Der III. Weg
Der III. Weg o Der Dritte Weg (en català: La tercera via) és un partit polític alemany d'ultradreta i d'ideologia neofeixista. Es va fundar el 2013 amb la participació significativa d’exdirigents i activistes del Partit Nacional Demòcrata d'Alemanya (NPD) i Freies Netz Süd (FNS), que va ser prohibit el juliol de 2014. Es considera un intent de mantenir l'NSF sota la protecció del privilegi de partit.
Tenen vincles amb el govern de Baixar al-Àssad a Síria, Hesbol·là al Líban, els partits Cos Nacional, Pravi Sèktor i Svoboda a Ucraïna, el Moviment de Resistència Nòrdic a Suècia i el Focus Nacionalsocialista a Turquia.
El partit és particularment actiu al sud i l'est d'Alemanya, principalment a Turíngia, Baviera i Brandenburg. El partit comptava amb uns 580 membres el 2019 i no té intenció de convertir-se en una organització de masses, ja que es veu més com una "elit ària" amb l'objectiu de formar els quadres d'una futura "revolució nacional"

## Història
El partit fou fundat el 28 de setembre de 2013 a Heidelberg per Klaus Armstroff, exdirigent del Partit Nacional Demòcrata d'Alemanya (NPD). Fou elegit president del partit.
El 2021 es va presentar a les eleccions federals alemanyes on va obtenir 7.832 vots.

## Política interior
El partit demana la creació d'un "socialisme alemany" com a "tercera via" entre comunisme i capitalisme. El seu programa es basa en una concepció ètnica de la humanitat, amb especial èmfasi en la noció de "comunitat popular". El partit és antiparlamentari i defensa la instauració d’una democràcia presidencial amb un executiu fort. Els sectors vitals de la indústria i els bancs han de ser nacionalitzats.
El partit reivindica l'herència dels corrents nacional-revolucionaris del Moviment revolucionari conservador alemany (Konservative Revolution), inclosa la del Front Negre i dels germans Gregor i Otto Strasser. Armstroff, durant una manifestació a la ciutat de Plauen el maig del 2014, acusa els "empresaris capitalistes" d'haver empès conscientment els treballadors alemanys "cap al costat de l'atur de llarga durada", substituint-los per "la nova sang dels treballadors immigrants".

## Política exterior
En matèria de política exterior, Der III. Weg defensa el partit grec Albada Daurada, els partits ucraïnesos Cos Nacional, Pravi Sèktor i Svoboda, el suec Moviment de Resistència Nòrdic i el Focus Nacionalsocialista a Turquia. I tenen vincles amb el govern de Baixar al-Àssad a Síria i Hesbol·là al Líban. El partit és ferotgement antisionista.